# مرگش
مِرگِش (به مجاری:  Mérges) یک شهرداری در مجارستان است که در ناحیه تت واقع شده‌است. مرگش ۶٫۵۱ کیلومتر مربع مساحت و ۸۱ نفر جمعیت دارد.